# Kahoot!
Kahoot! est une plate-forme d'apprentissage ludique, utilisée comme technologie éducative dans les écoles et autres établissements d'enseignement.
Ses jeux d’apprentissage, Kahoots, sont des questionnaires à choix multiples sur la base de formes et de couleurs qui permettent à plusieurs utilisateurs de jouer simultanément. Le site est accessible via un navigateur Web mais aussi téléchargeable sur smartphone. Cette plate-forme pédagogique s'apparente à d'autres outils technologiques d'apprentissages tels que Wooclap, Wooflash, Socrative ou encore Quizlet.
Kahoot! peut être utilisé pour réviser les connaissances des élèves, pour une évaluation formative ou pour rompre avec les activités traditionnelles en classe. Kahoot! comprend également des questionnaires de culture générale.

## Histoire
Kahoot! a été fondée par Johan Brand, Jamie Brooker et Morten Versvik dans le cadre d'un projet commun avec l'Université norvégienne de sciences et de technologie. Il a été soutenus par les professeurs Alf Inge Wang, Åsmund Furuseth et Sergio MenaIls. Kahoot! a commencé une version d’essai qui a fermé en 2013.
En mars 2017, Kahoot! a atteint un milliard de participations cumulées et au mois de mai, l'entreprise annonçait 50 millions d'utilisateurs uniques actifs par mois.
En 2017, Kahoot! a réuni 26,5 millions de dollars de fonds par Northzone, Creandum et Microsoft Ventures (M12), et d'autres investisseurs privés en Norvège ainsi que Disney au travers du programme Disney Accelerator,,. En septembre 2017, Kahoot! a lancé une application mobile pour les devoirs à la maison,.
Le 11 octobre 2018, l'entreprise Kahoot! est évaluée à 300 millions de dollars. Le 14 décembre 2018, à la suite de son investissement dans Kahoot! au travers du programme Disney Accelerator en octobre 2017, Disney exerce ses options et détient 4 % du capital estimé à 376 millions d'USD.
Durant l'année 2021, plus de 300 millions de jeux ont été joués sur Kahoot!.

## Aperçu
Kahoot! a été conçue pour l'apprentissage social, les apprenants étant regroupés autour d'un écran commun, tel qu'un tableau blanc interactif, un projecteur ou un écran d'ordinateur. Le site peut également être utilisé via des outils de partage d'écran tels que Skype ou Google Hangouts.
La conception du jeu est telle que les joueurs doivent fréquemment regarder depuis leurs appareils.
Le gameplay est simple. Tous les joueurs se connectent à l'aide d'un code de jeu généré affiché sur l'écran commun et utilisent un appareil pour répondre aux questions créées par un enseignant, un dirigeant d'entreprise ou une autre personne. Ces questions peuvent être modifiées pour attribuer des points. Les points apparaissent ensuite dans le classement après chaque question.
Kahoot! peut être lu via différents navigateurs Web et appareils mobiles via son interface Web.
Kahoot! offre 4 types de questionnaires :
- Quiz
- Discussion
- Survey (sondage)
- Jumble (méli-mélo)

Il y 2 façons de jouer :
- Joueur contre joueur
- Équipe contre équipe